# Ломоносовіт
Ломоносовіт (рос. ломоносовит; англ. lomonosovite; нім. Lomonossowit m) — мінерал, силікофосфат натрію, кальцію і титану острівної будови.

## Загальний опис
Хімічна формула:
1. За Є. Лазаренком: Na2MnTi3[O|Si2O7]2·2Na3PO4.
2. За К.Фреєм: Na2Ti2Si2O9·Na3PO4.
Ізоморфний з мурманітом.
Склад у % (Кольський півострів): Na2O — 10,28; SiO2 — 31,11; P2O5 — 0,60; H2O — 10,20; CaO — 2,80; TiO2 — 29,44; Nb2O5 + Ta2O5 — 5,74; Fe2O3 — 2,85; Mn2O3 — 0,91; MnO — 1,45.
Домішки: ZrO2 (2,31); K2O (0,83); MgO (0,35).
Сингонія моноклінна або триклінна.
Утворює лускуваті, пластинчасті виділення. Крихкий.
Густина 3,13-3,15.
Твердість 3-4.
Колір коричнево-бурий до рожево-фіолетового. Тонкі пластинки прозорі.
Блиск скляний до алмазного.
Спайність досконала. Тонкі полісинтетичні двійники.
Зустрічається у пегматитових жилах нефелінових сієнітів. Рідкісний. 
Безніобіїстий різновид ломоносовіту — β-ломоносовіт.
Сингонія триклінна.
За прізвищем російського вченого М. В. Ломоносова (В. І. Герасимовський, 1941).